# Селиште (Трстеник)
Селиште је насеље у Србији у општини Трстеник у Расинском округу. Налази се на левој страни Западне Мораве. Становништво је углавном пољопривредно, а примарна грана је производња лозних калемова која се у овом селу појављује почетком 20.века. Према попису из 2022. било је 706 становника (према попису из 1991. било је 1056 становника).

## Демографија
У насељу Селиште живи 774 пунолетна становника, а просечна старост становништва износи 44,6 година (43,0 код мушкараца и 46,1 код жена). У насељу има 241 домаћинство, а просечан број чланова по домаћинству је 3,85.
Ово насеље је великим делом насељено Србима (према попису из 2002. године).
|  |

| Демографија | Демографија | Демографија |
| Година      | Становника  | Становника  |
| ----------- | ----------- | ----------- |
| 1948.       | 1.034       |             |
| 1953.       | 1.083       |             |
| 1961.       | 1.119       |             |
| 1971.       | 1.083       |             |
| 1981.       | 1.106       |             |
| 1991.       | 1.056       | 1.047       |
| 2002.       | 928         | 946         |

| Етнички састав према попису из 2002.‍ | Етнички састав према попису из 2002.‍ | Етнички састав према попису из 2002.‍ | Етнички састав према попису из 2002.‍ | Етнички састав према попису из 2002.‍ |
| ------------------------------------ | ------------------------------------ | ------------------------------------ | ------------------------------------ | ------------------------------------ |
|                                      |                                      |                                      |                                      |                                      |
| Срби                                 | Срби                                 |                                      | 918                                  | 98,92%                               |
| Македонци                            | Македонци                            |                                      | 3                                    | 0,32%                                |
| Црногорци                            | Црногорци                            |                                      | 1                                    | 0,10%                                |
| Хрвати                               | Хрвати                               |                                      | 1                                    | 0,10%                                |
| непознато                            | непознато                            |                                      | 4                                    | 0,43%                                |

| Година пописа     | 1948. | 1953. | 1961. | 1971. | 1981. | 1991. | 2002. |
| ----------------- | ----- | ----- | ----- | ----- | ----- | ----- | ----- |
| Број домаћинстава | 205   | 217   | 232   | 246   | 259   | 260   | 241   |

| Број чланова      | 1  | 2  | 3  | 4  | 5  | 6  | 7  | 8 | 9 | 10 и више | Просек |
| ----------------- | -- | -- | -- | -- | -- | -- | -- | - | - | --------- | ------ |
| Број домаћинстава | 34 | 39 | 34 | 39 | 38 | 36 | 16 | 5 | 0 | 0         | 3,85   |

| Пол    | Укупно | Неожењен/Неудата | Ожењен/Удата | Удовац/Удовица | Разведен/Разведена | Непознато |
| ------ | ------ | ---------------- | ------------ | -------------- | ------------------ | --------- |
| Мушки  | 385    | 73               | 283          | 21             | 7                  | 1         |
| Женски | 421    | 47               | 288          | 78             | 7                  | 1         |
| УКУПНО | 806    | 120              | 571          | 99             | 14                 | 2         |

| Пол    | Укупно                    | Пољопривреда, лов и шумарство | Рибарство                            | Вађење руде и камена | Прерађивачка индустрија       |
| ------ | ------------------------- | ----------------------------- | ------------------------------------ | -------------------- | ----------------------------- |
| Мушки  | 258                       | 193                           | 0                                    | 0                    | 41                            |
| Женски | 188                       | 142                           | 0                                    | 0                    | 22                            |
| УКУПНО | 446                       | 335                           | 0                                    | 0                    | 63                            |
| Пол    | Производња и снабдевање   | Грађевинарство                | Трговина                             | Хотели и ресторани   | Саобраћај, складиштење и везе |
| Мушки  | 0                         | 1                             | 9                                    | 0                    | 2                             |
| Женски | 0                         | 0                             | 7                                    | 2                    | 0                             |
| УКУПНО | 0                         | 1                             | 16                                   | 2                    | 2                             |
| Пол    | Финансијско посредовање   | Некретнине                    | Државна управа и одбрана             | Образовање           | Здравствени и социјални рад   |
| Мушки  | 2                         | 2                             | 1                                    | 2                    | 3                             |
| Женски | 1                         | 3                             | 2                                    | 3                    | 4                             |
| УКУПНО | 3                         | 5                             | 3                                    | 5                    | 7                             |
| Пол    | Остале услужне активности | Приватна домаћинства          | Екстериторијалне организације и тела | Непознато            | Непознато                     |
| Мушки  | 0                         | 0                             | 0                                    | 2                    | 2                             |
| Женски | 0                         | 0                             | 0                                    | 2                    | 2                             |
| УКУПНО | 0                         | 0                             | 0                                    | 4                    | 4                             |